# Cnemidophorus dixoni
Cnemidophorus dixoni är en ödleart som beskrevs av  Scudday 1973. Cnemidophorus dixoni ingår i släktet Cnemidophorus och familjen tejuödlor. IUCN kategoriserar arten globalt som nära hotad. Inga underarter finns listade i Catalogue of Life.